# Vlakem
Vlakem (2016) je čtvrté sólové album Martina Evžena Kyšperského. Obsahuje 12 autorských písniček, jejichž texty Kyšperský složil během jedné cesty vlakem z Prahy do Brna na jaře roku 2016 mezi stanicemi Praha hlavní nádraží a Bezpráví. Při nahrávání alba se zavázal, že se obejde bez strunných nástrojů a živých bicích či perkusí.
Album bylo oceněno Andělem v kategorii alternativní hudba.

## Seznam písní
1. Nic – 3:51
2. Růžový kufr – 3:43
3. DWYL – 3:00
4. Kamkolín – 5:06
5. Přesličky – 2:19
6. Klimatizace – 2:43
7. Hlasy z vedlejších kupé – 3:47
8. Spolucestující – 3:01
9. Ženy – 3:47
10. Míjíme uhlí – 3:22
11. Vlakový personál – 3:04
12. Nic 2 – 3:45

## Nahráli
- Martin Evžen Kyšperský – zpěv, syntezátory, elektrické varhany, piano, ruční harmonium, elektrické pady, Rhytm 77, kaoss, el-ton, stylophone, zvuky
- hosté:
  - Christoffer Strandh – trumpeta (2, 9)
  - Martin Kučera – trumpeta (2)
  - Jana Pilgrová, Martina Trchová, Anna Sypěnová, Ondřej Kyas a Aleš Pilgr – vokály
  - Alenka Černá – recitace (12)